# Nanonycteris veldkampii
Nanonycteris veldkampii är ett däggdjur i familjen flyghundar och den enda arten i släktet Nanonycteris.

## Beskrivning
Denna flyghund når en kroppslängd (huvud och bål) av 5,5 till 7,5 cm och svansen är bara en liten stubb. Viken ligger mellan 19 och 33 g. Pälsens färg varierar mellan mörkbrun och krämfärgade. Påfallande är vita tofs vid öronens rot. Hannar har dessutom tjocka skuldror med hårtofs som påminner om epåletter. Huvudet påminner lite om en kalv och därför är ett av de engelska namnen för djuret "little flying cow". På gommen förekommer flera tvärliggande åsar. Arten har inga veck i läpparna.
Artens utbredningsområde ligger i västra Afrika och sträcker sig från Guinea till Centralafrikanska republiken. Individerna söker sin föda vanligen i täta skogar men de hittas även i människans odlingar och trädgårdar. Födan utgörs av nektar och blommor. Nanonycteris veldkampii vilar på dagen och är aktiv mellan skymningen och gryningen. Individerna vilar ensam eller i små grupper men utan kroppskontakt.
Under regntiden flyger vissa populationer norrut till träd i savannen. Distansen kan vara så stor som 750 km. Honor kan para sig två gånger per år, mellan maj och juni samt mellan oktober och mars.
Beståndets storlek är okänd men arten är inte sällsynt och har ett stort utbredningsområde. IUCN listar Nanonycteris veldkampii därför som livskraftig (LC).